# Henrico Drost
Pour les articles homonymes, voir Drost (homonymie).
Henrico Drost est un footballeur néerlandais né le 21 janvier 1987 à Kampen.

## Palmarès
- RKC Waalwijk
  - Champion de Eerste divisie (D2) en 2011.

## Vie privée
Henrico Drost est le frère jumeau de Jeroen, également footballeur professionnel.